# لويس ستراوس
لويس ستراوس (بالإنجليزية: Lewis Strauss) (31 يناير 1896 – 21 يناير 1974) هو سياسي ومسؤول حكومي ورجل أعمال أمريكي، كان ينتمي للحزب الجمهوري. وكان أحد الأعضاء المؤسسين لهيئة الطاقة الذرية الأمريكية في عام 1946، كما شغل منصب رئيس اللجنة في خمسينيات القرن الماضي. وكان ستراوس شخصية بارزة في تطوير الأسلحة النووية بعد الحرب العالمية الثانية، وفي سياسة الطاقة النووية، وكذلك في مجال الطاقة النووية في الولايات المتحدة.

## روابط خارجية
- لويس ستراوس على موقع IMDb (الإنجليزية)
- لويس ستراوس على موقع مونزينجر (الألمانية)
- لويس ستراوس على موقع قاعدة بيانات الفيلم (الإنجليزية)